# Brent Renaud
Brent Renaud (ur. 2 października 1971 w Memphis, zm. 13 marca 2022 w Irpieniu) – amerykański dziennikarz, fotoreporter i reżyser dokumentalista.

## Biografia
Brent Renaud urodził się w Memphis 2 października 1971 roku w rodzinie Louis Renaud i Georgann Freasier, dorastał w Little Rock w stanie Arkansas. Uzyskał tytuł licencjata literatury angielskiej na Southern Methodist University oraz tytuł magistra socjologii na Uniwersytecie Columbia. Po roku 2000, wraz ze swoim bratem Craigiem, produkował filmy i programy telewizyjne. Ich produkcje dotyczyły wojen w Iraku i Afganistanie, trzęsienia ziemi na Haiti, zamieszek w Egipcie i Libii, walk o Mosul, ekstremizmu w krajach afrykańskich, karteli w Meksyku oraz kryzysu młodych uchodźców w Ameryce Środkowej. Twórczość braci Renaud była nagradzana. Brent Renaud, będąc korespondentem dziennika „The New York Times”, został zastrzelony przez rosyjskich żołnierzy 13 marca 2022 w Irpieniu podczas inwazji Rosji na Ukrainę.

## Wybrana filmografia
Brent Renaud nagrywał filmy dokumentalne:
- 2004 – seria Off to War
- 2007 – Little Rock Central: 50 Years Later
- 2009 – Warrior Champions: From Baghdad to Beijing
- 2015 – seria Last Chance High
- 2017 – Meth Storm
- 2018 – Shelter[4]